# Обалска заштита
Обалска заштита је одбрана од поплава и ерозије и поступци које заустављају ерозију да би се сачувало земљиште.
Обалне зоне заузимају мање од 15% копнене површине Земље, мада на њима живи више од 45% светске популације. Скоро 1,4 милијарде људи живи унутар 100 км обале и 100 м нивоа мора, са просечном густином 3 пута већом од глобалног просека становништва. С обзиром да се очекује да три четвртине светског становништва борави у обалној зони до 2025. године, људске активности које потичу из овог малог копненог подручја намећу велики притисак на обале. Обалне зоне садрже богате ресурсе за производњу робе и услуга и ту се налази већина комерцијалних и индустријских активности.
Заштита од пораста нивоа мора у 21. веку је од пресудне важности, јер се пораст нивоа мора убрзава. Очекује се да ће се због тога промене на плажама и обалним системима повећавати, узрокујући да обални седименти буду поремећени енергијом плиме. 

## Историја
Обални инжењеринг лука почео је са поморским прометом, можда пре 3500. п. н. е., када су ручно грађени докови, лукобрани и извођени други лучки радови, често у великом обиму.
Древни лучки радови су и даље видљиви. Већина античких лучких радова нестала је након пада Западног римског царства.
Приморске активности углавном су биле усмерене на лучке структуре. Венеција и њена лагуна су пример мера које се не односе на луке. Заштита обале у Натан Хинану, Енглеској и Холандији, почела је у 6. веку или раније. Древни људи су разумели појаве као што су медитеранске струје и ветрови, као и везу узрока таласа и деловања ветра.
Римљани су увели многе иновације у лучком дизајну. Градили су зидове под водом и чврсте лукобране. Ове конструкције су рађене помоћу римског бетона. У неким се случајевима рефлексија таласа користила за спречавање замуљивања. Користили су се валоводи на висини површине да би скренули таласе пре него што стигну до главног лукобрана. Они су били први "багери" у Холандији који су одржавали луку у Велсену. Проблеми замуљивања били су решени када су претходно учвршћени стубови замењени Jetty-има (моловима).

### Средњи век
Напади са мора узроковали су напуштање многих обалних градова и њихових лука. Остале луке су изгубљене због природних узрока као што су нагло наношење муља, напредовање или повлачење обале итд. Венецијанска лагуна била је једно од ретких насељених приобалних подручја са сталним просперитетом и развојем где писани извештаји документују еволуцију радова обалне заштите, другим речима морски зид.

### Модерно доба
Мало напредовање постојало је од римског приступа лучкој градњи након ренесансе. У раном 19. веку, појава парне машине, потрага за новим земљама и трговинским путевима, ширење Британског царства кроз њене колоније и други утицаји, допринели су оживљавању поморске трговине и поновном интересовању за лучке радове.

### Двадесети век
Пре 1950-их, општа пракса је била да се користе тешке конструкције за заштиту од ерозије плаже или оштећења од олује. Ове структуре су укључивале морске зидове и облоге насипа или грађевине за хватање песка, попут устава. Током 1920-их и 30-их, интереси приватне или локалне заједнице штитили су многа приобална подручја користећи ове технике на ad hoc основи. У неким одмаралиштима, структуре су се прошириле до те мере да је заштита сметала рекреативацима. Ерозија се наставила, али структуре су остале, што је резултирало губитком плаже.
Ограничена знања о обалним процесима транспорта седимената често су резултирала непримереним мерама ублажавања обалне ерозије. У многим случајевима мере су деловале локално, али су погоршавале проблеме на другим локацијама - на десетине километара далеко - или су створиле друге еколошке проблеме.

#### Европски кодекс понашања
Суштински извор обалног инжењеринга је Европски кодекс понашања за обалне зоне који је Европски савет издао 1999. године. Овај документ припремила је Група стручњака за заштиту обале и у основи је националног законодавства и праксе.
Група стручњака је настала 1995. године, на основу одлуке Комитета министара Савета Европе. Наглашена је потреба за интегрисаним управљањем и планирањем, али су се обална подручја и даље погоршавала. Група је тврдила да је то услед тешкоћа у примени концепта „интегрисаног управљања“. Група је предложила да Савет Европе сарађује са Обалном и морском унијом (EUCC) и Програмом Уједињених нација за животну средину (UNEP).

## Приступи планирања
У обалну одбрану укључено је пет основних стратегија:
- Напуштање
- Повлачење или преусмеравање којим се управља, које планира повлачење и усваја инжењерска решења која се прилагођавају природним процесима прилагођавања
- Одбрана изградњом морског зида и других чврстих конструкција
- Изградња одбране обале према мору
- Прилагођавање вертикално подизањем земљишта и зграда

Избор стратегије је специфичан за локацију, зависно од обрасца промене нивоа мора, геоморфолошких основа, расположивости седимената и ерозије, као и социјалних, економских и политичких фактора.
Алтернативно, интегрисани приступи управљања обалним подручјем могу се користити за спречавање развоја у подручјима са ерозијом или поплавама, смањујући потребу за решавањем промена. Управљање растом може бити изазов за локалне власти које морају да обезбеде инфраструктуру коју захтевају нови становници.

### Повлачење којим се управља
Управљено повлачење је алтернатива изградњи или одржавању обалних структура. Користи се када је земљиште у близини мора мале вредности. Доноси се одлука којом ће се омогућити да земља еродира и да се поплави, стварајући тако нова обална станишта. Овај процес се може наставити дуги низ година.
Најстарије успело повлачење у Великој Британији било је подручје од 0,8 ха на острву Норти, поплављеном 1991. године. Следили су Толесбури и Орпландс у Есексу, где су 1995. године разбијени морски зидови. У делти Еброа (Шпанија) обалске власти планирале су управљано повлачење.
Главни трошак је генерално куповина земљишта које треба напустити. Можда ће бити потребна надокнада пресељења. Можда ће требати уклонити људске грађевине које ће захватити море. У неким се случајевима заштита се користи за заштиту земљишта изван подручја које треба поплавити. Трошкови могу бити најнижи ако се постојећи објекти одбране оставе да се природно сруше.

### Држање линије
Држање линије обично укључује технике учвршћивања обале, нпр. коришћење трајних бетонских и стенских конструкција. Ове технике - зидови, уставе, индивидуални лукобрани, и облоге обала представљају више од 70% заштићене обале у Европи.
Алтернативно, слабије технике инжењеринга које подржавају природне процесе и ослањају се на природне елементе попут дина и вегетације могу спречити ерозивне силе да дођу до обале. Ове технике укључују прихрањивање плаже новим песком и стабилизацију пешчаних дина.
Историјски обалне стратегије су се у великој мери темељиле на статичким структурама, док обална подручја иначе одражавају динамичну равнотежу. Облагање често има ненамерну последицу премештања проблема на други део обале. Меке опције попут прихрањивања плажа штите обалне линије и помажу у враћању природне динамике, иако захтевају понављање примена. Трошкови одржавања могу евентуално захтевати промену стратегије.

### Померање према мору
У неким случајевима се може усвојити стратегија померања према мору. Примери: Коге залив (Дк), естуар Шелде (Нз), Шателајон (Фр) и делта Ебра (Шп).
Постоји очигледна мана ове стратегије. Обална ерозија је већ распрострањена, а постоје многе обале на којима изузетна плима или олуја резултирају отимањем обале, што утиче на људску активност. Ако се море дигне, многе обале које су развијене са инфраструктуром дуж или близу обале неће бити у стању да спрече ерозију. Доживеће такозвани „обални стисак“ при чему се еколошке или геоморфолошке зоне које би се нормално повлачиле према копну сусрећу са чврстим структурама и не могу даље мигрирати. Мочваре, слане мочваре, и мочварна подручја посебно су осетљиви на такав притисак.
Позитивни аспект у стратегији је да се кретањем према мору (и према горе) може створити земљиште високе вредности што може донети улагања.

### Ограничена интервенција
Ограничена интервенција је акција у којој руководство проблем решава само у одређеној мери, обично у областима ниског економског значаја. Ограничена интервенција често укључује промену врста екосистема, укључујући слане мочваре и пешчане дине.

## Грађевинске технике

### Тешке инжењерске методе
Уставе
Уставе су зидови управно на обалу који бране да седиментација обалног седимента постепено створи плажу и због тога сталну заштиту елиминисањем обалне ерозије, направљене од бетона, камена или дрвета. Материјал се накупља на доњем делу обале, где транспорт седимента претежно иде у једном правцу, стварајући ширу и обилнију плажу, чиме штити обалу јер се песак филтрира и апсорбује енергију таласа. Међутим, постоји одговарајући губитак материјала на горњој страни. Устава не штити плажу од олујних таласа и ако се постави преблизу, заједно стварају струје које носе материјал са обале.
Уставе су исплативе, захтевају мало одржавања и једна су од најчешћих одбрана. Међутим, све више се сматрају штетним за естетику обалне линије и суочавају се са противљењем у многим приморским заједницама.
Изградња устава ствара проблем познат као терминални синдром устава. Спречавају процес транспорта седимената од довођења материјала у другим оближњим местима. Ово је проблем дуж обале Хемппшира и Сасекса у Великој Британији; нпр. у Вортингу.

#### Зидови
Зидови од траве или папира користе се за заштиту насеља од ерозије или поплаве. Обично су око 3-5 м високи. Окомити морски зидови старијег облика рефлектовали су сву енергију таласа натраг у море, па су у ту сврху често добијани обновљени зидови гребена који су повећали локалну турбуленцију и тако повећавали заробљеност песка и седимента. За време олује, морски зидови помажу у транспорту седимената.
Модерни морски зидови имају за циљ усмерити већи део инцидентне енергије у облику косог нагиба, што резултира слабим рефлектираним таласима и смањеним турбуленцијама.
Локација морског зида мора да узме у обзир распрострањену призму профила плаже, последице дуготрајне рецесије на плажи и предност нивоа гребена, укључујући трошкове.
Морски зидови могу проузроковати растурање плажа. Њихово присуство такође мења пејзаж који покушавају да заштите.
Савремени примери могу се наћи у Кронули (NSW, 1985-6), Блекпулу (1986–2001), Линколнширу (1992–1997) и Валасеју (1983–1993). У Сендвичу, у Кенту, морски зид  је закопан на задњем делу плаже.
Морски зидови обично коштају 10 000 фунти по метру (зависно од материјала, висине и ширине). 

#### Насипи
Насипи су нагнута или усправна блокада, грађена паралелно са обалом, обично према задњем делу плаже како би заштитило подручје иза. Таласи ударају у насипе који распршују и апсорбују енергију. Могу бити водонепропусни, прекривајући нагиб у потпуности или порозни, како би омогућили да се вода филтрира након што се таласна енергија распрши.

#### Камени оклоп
Камен оклоп је велика стена постављена на морском рубу користећи локални материјал. Обично се користи за апсорбовање енергије таласа и задржавање материјала плаже. Иако је ефикасно, ово решење је из естетских разлога непопуларно. Пловидба дуж обале није ометана. Камени оклоп има ограничен век трајања, није ефикасан у олујним условима и смањује рекреативне вредности.

#### Габиони
Камење и стене су уплетене у мрежасте кавезе и постављене испред подручја осетљивих на ерозију: понекад на рубовима литица или под правим углом према плажи. Када вода удари на габион, вода се дренира, док структура апсорбује умерену количину таласне енергије.
Габиони морају да буду чврсто везани да би заштитили структуру.
Слабе стране укључују стопу хабања и визуелну наметљивост.

#### Поморски лукобран
Бетонски блокови и/или балвани потопљени су на обали да би изменили правац таласа и филтрирали енергију таласа и плима. Таласи се разбијају даље од обале и због тога губе ерозивну снагу. То доводи до шире плаже што додатно апсорбује енергију таласа. Долоси (блокови преднапрегнутог бетона) су заменили употребу бетонских блокова јер су отпорнији на деловање таласа и захтевају мање бетона да би се добио врхунски резултат.

#### Стабилизација литица
Стабилизација литица може се постићи одводњом вишка кишнице кроз терасирање, садњу и ожичење за задржавање литица на свом месту.

#### Повлачећи зидови
Повлачећи зидови изграђени су да ограниче реку или поток док се испушта кроз пешчану обалу. Зидови стабилизују и продубљују канал што користи пловидби, управљању поплавама, речној ерозији и квалитету воде, али може проузроковати обалну ерозију прекидањем транспорта седимента. Једно решење је систем за заобилажење песка који пумпа песак испод/око зидова.

#### Капије за поплаве
Преграде за олујне ударе или поплаве уведене су након поплаве Северног мора 1953. године и спречавају штету од олујних удара или било које друге врсте природних катастрофа које могу наштетити подручју које штите. Оне су обично отворене и омогућавају слободан пролаз, али затварају се под претњом олујног удара. Баријера на Темзи је пример такве структуре.

### Лакше инжењерске методе

#### Допуњавање плаже
Допуњавање плаже укључује довоз песка однекуд и додавање на постојећу плажу. Довежени песак треба да буде сличног квалитета као постојећи материјал за плажу, тако да се може стопити са природним локалним процесима и без штетних утицаја. Шема захтева понављане примена на годишњем или вишегодишњем циклусу.

#### Стабилизација дина
Стабилизирањем дина може се заштитити плажа хватањем одуваног песка, повећавајући природно формирање плаже. Стабилизација дине користи јавне погодности као што су паркиралишта, пешачке стазе, холандске лествице и тротоари како би се смањила ерозија и уклањање песка од стране људи. Обавештења, леци и чувари плаже објашњавају посетиоцима како да не оштете простор. Биљке попут Ammophila (трава) могу везати седимент.

#### Одводњавање на плажи
Одводњавање или исушивање плажа снижава ниво воде локално испод нивоа плаже. То изазива накупљање песка изнад дренажног система.
Корисна нус-појава система је та да је сакупљена морска вода релативно чиста због ефекта филтрације кроз песак. Таква вода се може испуштати или користити за напајање топлотних пумпи, постројења за десалинизацију, копнену аквакултуру, акваријуме или базене.

## Мониторинг
Обални менаџери морају надокнадити грешку и несигурност у информацијама које се тичу ерозивних процеса. Видео-праћење може непрестано прикупљати податке и вршити анализе обалних линија.

### Системи за упозоравање на догађаје
Системи за упозоравање на догађаје, попут упозорења за цунами и упозорења олујних удара, могу се користити да минимизирају људски утицај катастрофалних догађаја који узрокују обалну ерозију. Упозорења за олујне ударе могу вам помоћи да одредите када треба да затворите поплавне капије.
Бежичне сензорске мреже могу помоћи у надгледању.

### Мапирање обале
Дефинисање обале је тежак задатак због њене динамичне природе и наменске примене.   Одговарајућа скала мапирања зависи од контекста истраге.  Уопште, обала је међувеза између копна и мора, а обална линија је представљена границом између то двоје.

#### Индикатор обале
Избор индикатора обале је од примарног значаја. Показатељи морају бити лако идентификовани на терену и при снимању из ваздуха. Индикатори обале могу бити морфолошке карактеристике као што су гребен, оштра ивица, вегетацијска линија, дински прст, гребен и клисура. Алтернативно, могу се користити не-морфолошке карактеристике као што су водостај (ниво високе воде (ХВЛ), средња линија високе воде) мокра/сува граница и физичка линија воде. Слика 1 приказује скицу просторних односа између најчешће коришћених показатеља обале.

#### Важност и примена
Локација обале и њен променљиви положај током времена су од основног значаја за приморске научнике, инжењере и менаџере.  Кампање за надгледање обале пружају информације о историјској локацији и кретању обале и о предвиђањима будућих промена. Тачније, положај обале у прошлости, тренутни и онај који се предвиђа да ће бити у будућности, користан је за дизајн обалне заштите, за калибрацију и верификацију нумеричких модела за процену пораста нивоа мора, мапирање опасних зона и за регулисање обалног развоја.

#### Извори података
Доступни су разни извори података за испитивање положаја обале. Међутим, доступност историјских података је ограничена на многим приморским локацијама, тако да је избор извора података углавном ограничен на оно што је доступно за локацију у датом тренутку. Технике мапирања обале постају аутоматизованије. Честе промене технологије спречиле су појаву једног стандардног приступа мапирању. Сваки извор података и придружена метода имају могућности и недостатке.

##### Историјске мапе
У случају да студија захтева положај линије обале од пре фотографија из ваздуха или ако локација има слабу фотографску покривеност, историјске мапе нуде алтернативу. Многе грешке су повезане са раним мапама и графиконима. Такве грешке могу бити повезане са размерама, променама датума, изобличењима неравномерног скупљања, истезањем, различитим стандардима мерења, различитим стандардима објављивања и грешкама пројекције. Тежина ових грешака зависи од тачности мапе и физичких промена које су се догодиле након прављења. Најстарији поуздани извор података о обали у Сједињеним Државама су амерички обрасци и геодетски снимци/Национални океански сервисни Т-листови, а датирају од почетка до средине 19. века. У Великој Британији сматра се да су многе мапе и карте пре 1750. године нетачне.

##### Фотографије из ваздуха
Фотографије из ваздуха почеле су да се користе 1920-их за пружање топографских података. Оне пружају добру базу података за састављање карата за промену обале.